# Provincia di Berrechid
La provincia di Berrechid (in arabo: إقليم برشيد, traslitterato: iqlīm Barraxīd, in berbero: ⵜⴰⵙⴳⴰ ⵏ ⴱⴰⵔⵛⵉⴷ) fa parte della regione marocchina di Casablanca-Settat (in precedenza Chaouia-Ouardigha), creata nel 2015. La città di Berrechid è il capoluogo della provincia, la cui popolazione era di 484.518 abitanti nel 2014.

## Geografia

### Posizione
La provincia di Berrechid confina a nord con la regione di Grande Casablanca, a nord-est con la provincia di Benslimane, a sud con la provincia di Settat e a ovest con quella di El Jadida. Un tratto di costa nord-occidentale confina con l'Oceano Atlantico.

### Paesaggio
La provincia è situata nel Marocco occidentale, vicino alla metropoli di Casablanca, ad un'altitudine che varia da 0 a circa 250 m sul livello del mare. Il paesaggio è caratterizzato da aree agricole.

### Clima
A causa della vicinanza al mare, le temperature massime giornaliere in estate raramente superano i 30 °C; di notte scendono fino a 15-20 °C quando è nuvoloso. In inverno le temperature diurne generalmente variano dai 10 °C ai 20 °C. La pioggia cade solo nei mesi invernali, ossia da novembre a febbraio.

## Storia
La provincia è stata creata nel 2009 dalla separazione dei suoi 22 comuni dalla provincia di Settat.

## Popolazione
La popolazione della provincia è più che decuplicata dagli anni Venti del secolo scorso; gran parte dell'aumento è dovuto all'immigrazione - ancora in corso - dalle regioni berbere dal sud del Marocco. Più dell'80% degli abitanti è di origine berbera e lavora in campagna o in piccole imprese delle città.

## Geografia antropica

### Suddivisioni amministrative
La provincia è composta da 6 municipalità (indicate con una M tra parentesi nella tabella sotto riportata) e 16 comuni rurali, a loro volta costituiti da diversi villaggi.
| Comune                   | Abitanti             | Abitanti         |
| Comune                   | 2 settembre 2004     | 2 settembre 2014 |
| ------------------------ | -------------------- | ---------------- |
| Berrechid (M)            | 89.830               | 136.634          |
| Deroua (M)               | 10.373               | 47.719           |
| El Gara (M)              | 18.070               | 20.855           |
| Had Soualem (M)          | 19.209               | 36.765           |
| Oulad Abbou (M)          | 18.070               | 11.299           |
| Sidi Rahal Chatai (M)    | 8.140                | 20.628           |
| Ben Maachou              | 8.680                | 8.458            |
| Foqra Oulad Aameur       | 6.024                | 6.256            |
| Jaqma                    | 11.511               | 10.306           |
| Kasbat Ben Mchich        | 13.351               | 14.905           |
| Laghnimyine              | 16.191               | 17.513           |
| Lahsasna                 | 9.495                | 9.315            |
| Lambarkiyine             | 7.884                | 8.559            |
| Oulad Ziyane             | dato non disponibile | 17.095           |
| Ouled Cebbah             | 7.635                | 7.606            |
| Ouled Zidane             | 6.122                | 6.434            |
| Riah                     | 7.562                | 8.373            |
| Sahel Oulad H'Riz        | 4.654                | 38.156           |
| Sidi Abdelkhaleq         | 5.933                | 6.122            |
| Sidi El Mekki            | 10.983               | 8.920            |
| Soualem Trifiya          | 18.626               | 33.079           |
| Zaouiat Sidi Ben Hamdoun | 10.039               | 9.521            |

## Economia
L'agricoltura svolge tradizionalmente un ruolo centrale nella vita economica della provincia; la vicina città di Casablanca funge da acquirente dei diversi prodotti agricoli. Il turismo è praticamente irrilevante, dal momento che non vi sono luoghi panoramici né siti storicamente o culturalmente significativi.